# Boone Carlyle
Boone Carlyle è un personaggio della serie televisiva Lost, interpretato da Ian Somerhalder.

## Biografia

### Prima dello schianto
Boone nasce nell'ottobre del 1981. È figlio della ricca Sabrina Carlyle, proprietaria di un'azienda di abiti matrimoniali. Quando Boone ha dieci anni, la madre sposa Adam Rutherford, il quale ha una figlia di otto anni, Shannon. Quando Boone ha vent'anni diventa il direttore generale dell'azienda della madre a New York. Boone nutre un profondo affetto nei confronti della sorellastra e presto si innamorerà di lei. Quando Boone apprende delle difficoltà finanziarie di Shannon dopo la morte di suo padre, le offre dei soldi che però lei non accetta.

In un flashback di Ragione e sentimento, parecchio tempo dopo, Boone "salverà" Shannon da una relazione in cui viene picchiata offrendo dei soldi all'uomo per lasciarla, azione che aveva già compiuto in passato. Così, nel settembre del 2004, vola in Australia, e offre 50.000$ a Bryan per lasciare Shannon; Bryan però rivela a Boone che il tutto è una truffa ideata da lui e Shannon per ottenere i suoi soldi. L'uomo infine scappa senza dividere la sua parte con Shannon. Durante la notte, Shannon bussa alla porta della stanza d'albergo dove alloggia Boone e i due fanno l'amore. Il giorno dopo si imbarcano insieme sul volo Oceanic 815, giurandosi a vicenda di far finta di nulla.

### Sull'isola
Boone sull'isola ha un ruolo da aiutante ed è molto intraprendente, cercando di rendersi utile in qualsiasi attività. Stringe un legame con Locke, infatti andrà con lui varie volte a cacciare o a cercare di svelare misteri dell'isola. Cerca di coinvolgere sua sorella Shannon in tutto questo, con scarsi risultati.

### Dopo lo schianto
Dopo lo schianto Boone tenterà di praticare con insuccesso una rianimazione cardiopolmonare a Rose, sfruttando le conoscenze che dichiara di avere acquisito quando faceva il bagnino, ma Jack lo manda a recuperare una penna (per una tracheotomia) senza poi usarla. Sull'isola Boone vive la presenza di Shannon come un'ossessione, ma cerca di integrarsi e di rendersi utile a differenza di quest'ultima. Il suo atteggiamento iperprotettivo e la gelosia nei confronti della crescente simpatia che Shannon nutre verso Sayid inficerà col passare dei giorni il loro rapporto.

La sua volontà di rendersi utile lo condurrà, il sesto giorno, a tentare di salvare una donna che sta per affogare, ma viene a sua volta trascinato dalla corrente e salvato da Jack.
Successivamente diviene una sorta di braccio destro di John Locke, che lo coinvolge nella caccia ai cinghiali, isolandosi un po' dagli altri sopravvissuti. Durante le giornate a contatto con Locke Boone maturerà molto e riuscirà a comprendere la necessità del distacco dalla sorellastra e a intraprendere la "sua strada". Durante una delle escursioni con l'uomo per cercare Claire rapita dagli Altri, Boone trova accidentalmente il portello di una botola. I due tenteranno di perforare il portello, tenendo gli altri sopravvissuti ignari della scoperta. Quando Boone confessa a Locke la sua volontà di rivelare a Shannon la scopertà della botola, Locke lo legherà e lo drogherà, causandogli un'allucinazione dove vede la sorellastra uccisa dal mostro. Questo esercizio extra-sensoriale è servito secondo Locke a risolvere i suoi problemi sentimentali; lo stesso Boone confesserà di aver provato sollievo alla visione di Shannon morta.

### La morte
(John Locke, Esodo, seconda parte)
Il quarantunesimo giorno dopo lo schianto, in seguito a delle visioni di Locke, i due trovano un Beechcraft in bilico su un albero; momentaneamente impossibilitato all'uso delle gambe, Locke chiede a Boone di arrampicarsi per scoprire cosa nasconde. Boone si arrampica così per esplorare il contenuto dell'aeroplano, all'interno del quale troverà dei cadaveri (uno dei quali si scoprirà essere Yemi, il fratello di Mr. Eko), delle statuette della Vergine Maria contenenti eroina ed una radio con cui invierà un mayday al quale risponderà un uomo che col tempo si scoprirà essere Bernard Nadler, uno dei sopravvissuti della sezione di coda dell'aereo. L'aereo però si sbilancia e precipita, schiacciando Boone sotto il suo peso. Portato al campo da Locke, che ha riacquistato l'uso delle gambe, morirà durante la notte dopo alcuni estenuanti tentativi da parte di Jack di salvarlo.

## Apparizioni successive
Circa quattro settimane dopo la morte di Boone, Locke si auto induce uno stato allucinogeno drogandosi. Gli appare in visione Boone, che lo mette su una sedia a rotelle e lo porta in giro per l'aeroporto internazionale di Sydney dicendogli che deve aiutare qualcuno che conosce. Quasi alla fine dell'allucinazione, Locke trova il bastone di Eko e un Boone coperto di sangue gli dice che deve fare chiarezza con se stesso.
Boone appare inoltre in due flashback: in Abbandono, nei ricordi di Shannon al funerale del padre e in casa di lei, e in Exposé, in alcuni flash dei protagonisti dell'episodio Nikki e Paulo all'aeroporto e nei primi giorni dopo lo schianto.

## Nella realtà parallela
Nella sesta stagione lo scoppio della bomba ha creato una realtà alternativa nella quale il volo Oceanic 815 riesce ad atterrare senza problemi a Los Angeles nel 2004, mentre l'isola è sprofondata nell'oceano.
In questa realtà Boone torna da Sydney senza Shannon. Al termine della serie si ritroverà con la sorella Shannon e gli altri protagonisti di Lost in quella che si scoprirà sul finire non essere una realtà parallela, ma una sorta di purgatorio dell'anima.

## Episodi dedicati a Boone
| Stagione | Titolo italiano      | Titolo originale | Tipo di flash |
| -------- | -------------------- | ---------------- | ------------- |
| 1        | Ragione e sentimento | Hearts and Minds | flashback     |
| 1        | Esodo, prima parte   | Exodus: Part 1   | flashback     |